# Bargen (Schaffhausen)
Bargen es una comuna suiza del cantón de Schaffhausen. Limita al norte y este con la comuna de Tengen (DE-BW), al sur con Merishausen, y al oeste Blumberg (DE-BW).